# Kazahsztán a 2008. évi nyári olimpiai játékokon
Kazahsztán a kínai Pekingben megrendezett 2008. évi nyári olimpiai játékok egyik részt vevő nemzete volt. Az országot az olimpián 19 sportágban 130 sportoló képviselte, akik összesen 13 érmet szereztek.

## Érmesek
| Érem  | Versenyző            | Sportág    | Versenyszám               |
| ----- | -------------------- | ---------- | ------------------------- |
| Arany | Bakit Szarszekbajev  | Ökölvívás  | Váltósúly                 |
| Arany | Ilja Iljin           | Súlyemelés | Férfi 94 kg               |
| Ezüst | Tajmuraz Tigijev     | Birkózás   | Férfi szabadfogás, 96 kg  |
| Ezüst | Aszhat Zsitkejev     | Cselgáncs  | Férfi félnehézsúly        |
| Ezüst | Irina Nyekraszova    | Súlyemelés | Női 63 kg                 |
| Ezüst | Alla Vazsenyina      | Súlyemelés | Női 75 kg                 |
| Bronz | Nurbakit Tengizbajev | Birkózás   | Férfi kötöttfogás, 60 kg  |
| Bronz | Aszet Mambetov       | Birkózás   | Férfi kötöttfogás, 96 kg  |
| Bronz | Marid Mutalimov      | Birkózás   | Férfi szabadfogás, 120 kg |
| Bronz | Jelena Saligina      | Birkózás   | Női szabadfogás, 63 kg    |
| Bronz | Jerkebulan Sinalijev | Ökölvívás  | Félnehézsúly              |
| Bronz | Marija Graboveckaja  | Súlyemelés | Női +75 kg                |
| Bronz | Arman Csilmanov      | Taekwondo  | Férfi nehézsúly           |

## Asztalitenisz
Női
| Versenyző       | Versenyszám | Selejtező                                         | 64-es főtábla     | 48-as főtábla     | 32-es főtábla     | Nyolcaddöntő      | Negyeddöntő       | Elődöntő          | Döntő             | Helyezés |
| Versenyző       | Versenyszám | Ellenfél Eredmény                                 | Ellenfél Eredmény | Ellenfél Eredmény | Ellenfél Eredmény | Ellenfél Eredmény | Ellenfél Eredmény | Ellenfél Eredmény | Ellenfél Eredmény | Helyezés |
| --------------- | ----------- | ------------------------------------------------- | ----------------- | ----------------- | ----------------- | ----------------- | ----------------- | ----------------- | ----------------- | -------- |
| Marina Sumakova | Egyes       | Marharita Peszocka (UKR) · 8-11, 6-11, 6-11, 6-11 | kiesett           | kiesett           | kiesett           | kiesett           | kiesett           | kiesett           | kiesett           | 64.      |

## Atlétika
Férfi
| Versenyző             | Versenyszám     | Előfutam      | Előfutam      | Előfutam      | Negyeddöntő | Negyeddöntő | Negyeddöntő | Elődöntő | Elődöntő | Elődöntő | Döntő   | Döntő    |
| Versenyző             | Versenyszám     | Idő           | Hely.         | Össz.         | Idő         | Hely.       | Össz.       | Idő      | Hely.    | Össz.    | Idő     | Helyezés |
| --------------------- | --------------- | ------------- | ------------- | ------------- | ----------- | ----------- | ----------- | -------- | -------- | -------- | ------- | -------- |
| Vjacseszlav Muravjov  | 200 m           | 21,68         | 7.            | 56.*          | kiesett     | kiesett     | kiesett     | kiesett  | kiesett  | kiesett  | kiesett | kiesett  |
| Jevgenyij Melescsenko | 400 m gát       | nem ért célba | nem ért célba | nem ért célba |             |             |             | kiesett  | kiesett  | kiesett  | kiesett | kiesett  |
| Tahir Mamasajev       | Maraton         |               |               |               |             |             |             |          |          |          | 2:30:26 | 70.      |
| Rusztam Kuvatov       | 20 km gyaloglás |               |               |               |             |             |             |          |          |          | 1:28:25 | 42.      |

| Versenyző           | Versenyszám | Selejtező | Selejtező | Döntő    | Döntő    |
| Versenyző           | Versenyszám | Eredmény  | Helyezés  | Eredmény | Helyezés |
| ------------------- | ----------- | --------- | --------- | -------- | -------- |
| Szergej Zaszimovics | Magasugrás  | 210 cm    | 37.*      | kiesett  | kiesett  |
| Roman Valijev       | Hármasugrás | 16,20 m   | 30.       | kiesett  | kiesett  |

| Versenyző      | Versenyszám | 100 m | 100 m | Távolugrás       | Távolugrás       | Súlylökés        | Súlylökés        | Magasugrás       | Magasugrás       | 400 m            | 400 m            | 110 m gát        | 110 m gát        | Diszkoszvetés    | Diszkoszvetés    | Rúdugrás         | Rúdugrás         | Gerelyhajítás    | Gerelyhajítás    | 1500 m           | 1500 m           | Végeredmény   | Végeredmény   |
| Versenyző      | Versenyszám | Idő   | Pont  | Eredmény         | Pont             | Eredmény         | Pont             | Eredmény         | Pont             | Idő              | Pont             | Idő              | Pont             | Eredmény         | Pont             | Eredmény         | Pont             | Eredmény         | Pont             | Idő              | Pont             | Pont          | Helyezés      |
| -------------- | ----------- | ----- | ----- | ---------------- | ---------------- | ---------------- | ---------------- | ---------------- | ---------------- | ---------------- | ---------------- | ---------------- | ---------------- | ---------------- | ---------------- | ---------------- | ---------------- | ---------------- | ---------------- | ---------------- | ---------------- | ------------- | ------------- |
| Dmitrij Karpov | Tízpróba    | 11,83 | 685   | nem állt rajthoz | nem állt rajthoz | nem állt rajthoz | nem állt rajthoz | nem állt rajthoz | nem állt rajthoz | nem állt rajthoz | nem állt rajthoz | nem állt rajthoz | nem állt rajthoz | nem állt rajthoz | nem állt rajthoz | nem állt rajthoz | nem állt rajthoz | nem állt rajthoz | nem állt rajthoz | nem állt rajthoz | nem állt rajthoz | nem ért célba | nem ért célba |

Női
| Versenyző              | Versenyszám     | Előfutam | Előfutam | Előfutam | Negyeddöntő | Negyeddöntő | Negyeddöntő | Elődöntő | Elődöntő | Elődöntő | Döntő   | Döntő    |
| Versenyző              | Versenyszám     | Idő      | Hely.    | Össz.    | Idő         | Hely.       | Össz.       | Idő      | Hely.    | Össz.    | Idő     | Helyezés |
| ---------------------- | --------------- | -------- | -------- | -------- | ----------- | ----------- | ----------- | -------- | -------- | -------- | ------- | -------- |
| Olga Tyereskova        | 400 m           | 53,36    | 6.       | 40.      |             |             |             | kiesett  | kiesett  | kiesett  | kiesett | kiesett  |
| Natalja Ivonyinszkaja  | 100 m gát       | 13,20    | 6.       | 27.      |             |             |             | kiesett  | kiesett  | kiesett  | kiesett | kiesett  |
| Anasztaszija Pilipenko | 100 m gát       | 12,99    | 3.       | 17.      |             |             |             | kiesett  | kiesett  | kiesett  | kiesett | kiesett  |
| Tatyjana Azarova       | 400 m gát       | 56,88    | 4.       | 19.      |             |             |             | kiesett  | kiesett  | kiesett  | kiesett | kiesett  |
| Szvetlana Tolsztaja    | 20 km gyaloglás |          |          |          |             |             |             |          |          |          | 1:34:03 | 29.      |

| Versenyző              | Versenyszám | Selejtező | Selejtező | Döntő    | Döntő    |
| Versenyző              | Versenyszám | Eredmény  | Helyezés  | Eredmény | Helyezés |
| ---------------------- | ----------- | --------- | --------- | -------- | -------- |
| Marina Aitova          | Magasugrás  | 193 cm    | 1.**      | 193 cm   | 10.*     |
| Jekatyerina Jevszejeva | Magasugrás  | 185 cm    | 28.       | kiesett  | kiesett  |
| Olga Ripakova          | Távolugrás  | 630 cm    | 29.       | kiesett  | kiesett  |
| Olga Ripakova          | Hármasugrás | 14,64 m   | 4.        | 15,11 m  | 4.       |
| Irina Litvinyenko      | Hármasugrás | 12,92 m   | 32.       | kiesett  | kiesett  |
| Jelena Parfjonova      | Hármasugrás | 13,46 m   | 27.       | kiesett  | kiesett  |
| Jolanta Uljeva         | Súlylökés   | 15,49 m   | 32.       | kiesett  | kiesett  |

| Versenyző      | Versenyszám | 100 m gát     | 100 m gát     | Magasugrás       | Magasugrás       | Súlylökés        | Súlylökés        | 200 m            | 200 m            | Távolugrás       | Távolugrás       | Gerelyhajítás    | Gerelyhajítás    | 800 m            | 800 m            | Végeredmény   | Végeredmény   |
| Versenyző      | Versenyszám | Idő           | Pont          | Eredmény         | Pont             | Eredmény         | Pont             | Idő              | Pont             | Eredmény         | Pont             | Eredmény         | Pont             | Idő              | Pont             | Pont          | Helyezés      |
| -------------- | ----------- | ------------- | ------------- | ---------------- | ---------------- | ---------------- | ---------------- | ---------------- | ---------------- | ---------------- | ---------------- | ---------------- | ---------------- | ---------------- | ---------------- | ------------- | ------------- |
| Irina Naumenko | Hétpróba    | nem ért célba | nem ért célba | nem állt rajthoz | nem állt rajthoz | nem állt rajthoz | nem állt rajthoz | nem állt rajthoz | nem állt rajthoz | nem állt rajthoz | nem állt rajthoz | nem állt rajthoz | nem állt rajthoz | nem állt rajthoz | nem állt rajthoz | nem ért célba | nem ért célba |

* - egy másik versenyzővel azonos időt/eredményt ért el

** - három másik versenyzővel azonos eredményt ért el

## Birkózás

### Férfi
Kötöttfogású
| Versenyző            | Versenyszám | Selejtező                         | Nyolcaddöntő                           | Negyeddöntő                           | Elődöntő                         | Vigaszág első kör                  | Vigaszág elődöntő                        | Bronz- mérkőzés                         | Döntő             | Helyezés |
| Versenyző            | Versenyszám | Ellenfél Eredmény                 | Ellenfél Eredmény                      | Ellenfél Eredmény                     | Ellenfél Eredmény                | Ellenfél Eredmény                  | Ellenfél Eredmény                        | Ellenfél Eredmény                       | Ellenfél Eredmény | Helyezés |
| -------------------- | ----------- | --------------------------------- | -------------------------------------- | ------------------------------------- | -------------------------------- | ---------------------------------- | ---------------------------------------- | --------------------------------------- | ----------------- | -------- |
| Aszet Imanbajev      | 55 kg       |                                   | Roman Amojan (ARM) · 1-4, 1-3          | kiesett                               | kiesett                          |                                    |                                          |                                         |                   | 13.      |
| Nurbakit Tengizbajev | 60 kg       |                                   | Stig André Berge (NOR) · 3-0, 3-0      | Csong Dzsihjon (KOR) · 1-2, 3-2, 2-0  | Vitaliy Rəhimov (AZE) · 1-1, 0-7 |                                    |                                          | Seng Csiang (CHN) · 4-1, 1-2, 3-0       |                   |          |
| Darhan Bajahmetov    | 66 kg       |                                   | Marcus Thätner (GER) · 2-1, 3-1        | Li Jen-jen (CHN) · 4-1, 2-4, 5-1      | Steeve Guénot (FRA) · 1-1, 0-3   |                                    |                                          | Mihail Szjamjonav (BLR) · 0-2, 1-1, 1-1 |                   | 5.       |
| Roman Meljosin       | 74 kg       |                                   | Hassan Shahsavan (AUS) · 3-0, 1-2, 5-0 | Aleh Mihalovics (BLR) · 1-1, 1-1, 1-2 | kiesett                          |                                    |                                          |                                         |                   | 8.       |
| Andrej Szamohin      | 84 kg       |                                   | Alekszej Misin (RUS) · 1-2, 0-3        | kiesett                               | kiesett                          |                                    |                                          |                                         |                   | 16.      |
| Aszet Mambetov       | 96 kg       | Aszlanbek Hustov (RUS) · 0-5, 0-5 |                                        |                                       |                                  | Daigoro Timoncini (ITA) · 2-1, 2-0 | Mindaugas Ežerskis (LTU) · 1-2, 1-1, 3-1 | Marek Švec (CZE) · 1-1, 6-0             |                   |          |

Szabadfogású
| Versenyző              | Versenyszám | Selejtező                         | Nyolcaddöntő                        | Negyeddöntő                           | Elődöntő                                | Vigaszág első kör | Vigaszág elődöntő | Bronz- mérkőzés                    | Döntő                             | Helyezés |
| Versenyző              | Versenyszám | Ellenfél Eredmény                 | Ellenfél Eredmény                   | Ellenfél Eredmény                     | Ellenfél Eredmény                       | Ellenfél Eredmény | Ellenfél Eredmény | Ellenfél Eredmény                  | Ellenfél Eredmény                 | Helyezés |
| ---------------------- | ----------- | --------------------------------- | ----------------------------------- | ------------------------------------- | --------------------------------------- | ----------------- | ----------------- | ---------------------------------- | --------------------------------- | -------- |
| Zsaszulan Muhtarbekuli | 55 kg       | Dilshod Mansurov (UZB) · 0-1, 0-1 | kiesett                             | kiesett                               | kiesett                                 |                   |                   |                                    |                                   | 16.      |
| Bauirzsan Orazgalijev  | 60 kg       |                                   | Jogesvar Datt (IND) · 2-0, 0-3, 0-5 | kiesett                               | kiesett                                 |                   |                   |                                    |                                   | 12.      |
| Leonyid Szpiridonov    | 66 kg       | Vang Csiang (CHN) · 1-1, 4-0, 2-0 | Emin Əzizov (AZE) · 2-0, 1-0        | Irbek Farnyijev (RUS) · 0-3, 1-0, 1-0 | Andrij Sztadnyik (UKR) · 0-1, 0-2       |                   |                   | Szusíl Kumár (IND) · 1-2, 1-0, 0-1 |                                   | 5.       |
| Gennagyij Lalijev      | 84 kg       | Zaurbek Soxiyev (UZB) · 4-5, 0-1  | kiesett                             | kiesett                               | kiesett                                 |                   |                   |                                    |                                   | 13.      |
| Tajmuraz Tigijev       | 96 kg       |                                   | Luis Vivenes (VEN) · 6-0, 3-0       | Michel Batista (CUB) · 2-0, 1-0       | Giorgi Gogselidze (GEO) · 1-1, 0-1, 2-0 |                   |                   |                                    | Sirvanyi Muradov (RUS) · 0-1, 0-1 |          |
| Marid Mutalimov        | 120 kg      |                                   | Kim Dzsegang (KOR) · 1-1, 2-0       | Aydın Polatçı (TUR) · 1-0, 1-2, 2-0   | Bahtyijar Ahmedov (RUS) · 0-6, 0-1      |                   |                   | Fardin Maszumi (IRI) · 8-3, 1-1    |                                   |          |

### Női
Szabadfogású
| Versenyző         | Versenyszám | Selejtező         | Nyolcaddöntő                              | Negyeddöntő                     | Elődöntő                     | Vigaszág első kör | Vigaszág elődöntő                     | Bronz- mérkőzés                       | Döntő             | Helyezés |
| Versenyző         | Versenyszám | Ellenfél Eredmény | Ellenfél Eredmény                         | Ellenfél Eredmény               | Ellenfél Eredmény            | Ellenfél Eredmény | Ellenfél Eredmény                     | Ellenfél Eredmény                     | Ellenfél Eredmény | Helyezés |
| ----------------- | ----------- | ----------------- | ----------------------------------------- | ------------------------------- | ---------------------------- | ----------------- | ------------------------------------- | ------------------------------------- | ----------------- | -------- |
| Tatyjana Bakatyuk | 48 kg       |                   | Alexandra Engelhardt (GER) · 1-0, 1-0     | Ingrid Medrano (ESA) · 5-0, 2-0 | Carol Huynh (CAN) · 0-1, 0-4 |                   |                                       | Mariya Stadnik (AZE) · 1-2, 0-8       |                   | 5.       |
| Olga Szmirnova    | 55 kg       |                   | Alena Filipava (BLR) · 2-3, 3-0, 4-2      | Hszü Li (CHN) · 1-0, 0-2, 1-2   |                              |                   | Ana-Maria Paval (ROU) · 3-5, 1-1, 0-3 | kiesett                               |                   | 7.       |
| Jelena Saligina   | 63 kg       |                   | Aljona Kartasova (RUS) · 0-1, 0-3         |                                 |                              |                   | Elina Vaszeva (BUL) · 5-0, 5-0        | Lise Golliot-Legrand (FRA) · 5-0, 3-2 |                   |          |
| Olga Zsanibekova  | 72 kg       |                   | Rosângela Conceição (BRA) · 1-0, 0-3, 0-4 | kiesett                         | kiesett                      |                   |                                       |                                       |                   | 13.      |

## Cselgáncs
Férfi
| Versenyző             | Versenyszám  | Selejtező         | 32-es főtábla                    | Nyolcaddöntő                  | Negyeddöntő                    | Elődöntő                    | Vigaszág első kör                 | Vigaszág negyeddöntő | Vigaszág elődöntő | Bronz- mérkőzés   | Döntő                                   | Helyezés |
| Versenyző             | Versenyszám  | Ellenfél Eredmény | Ellenfél Eredmény                | Ellenfél Eredmény             | Ellenfél Eredmény              | Ellenfél Eredmény           | Ellenfél Eredmény                 | Ellenfél Eredmény    | Ellenfél Eredmény | Ellenfél Eredmény | Ellenfél Eredmény                       | Helyezés |
| --------------------- | ------------ | ----------------- | -------------------------------- | ----------------------------- | ------------------------------ | --------------------------- | --------------------------------- | -------------------- | ----------------- | ----------------- | --------------------------------------- | -------- |
| Szalamat Utarbajev    | Légsúly      |                   | Liu Zsen-vang (CHN) · 0000-0001  | kiesett                       | kiesett                        | kiesett                     |                                   |                      |                   |                   |                                         | 21.      |
| Rinat Ibragimov       | Könnyűsúly   |                   | Vang Gicshun (KOR) · 0000-1011   |                               |                                |                             | Shokir Mo'minov (UZB) · 0001-1010 | kiesett              | kiesett           | kiesett           |                                         | 13.      |
| Aszhat Zsitkejev      | Félnehézsúly |                   | Talál el-Enezi (KUW) · 1110-0000 | Amel Mekić (BIH) · 1010-0001  | Hadfi Dániel (HUN) · 1111-0100 | Henk Grol (NED) · 1010-0100 |                                   |                      |                   |                   | Najdangín Tüvsinbajar (MGL) · 0001-0120 |          |
| Jeldosz Ihszangalijev | Nehézsúly    |                   | Semír Pepic (AUS) · 0020-0000    | Teddy Riner (FRA) · 0000-1000 | kiesett                        | kiesett                     |                                   |                      |                   |                   |                                         | 17.      |

Női
| Versenyző         | Versenyszám  | Selejtező                             | Nyolcaddöntő                                  | Negyeddöntő                   | Elődöntő          | Vigaszág első kör             | Vigaszág negyeddöntő                      | Vigaszág elődöntő             | Bronz- mérkőzés                  | Döntő             | Helyezés |
| Versenyző         | Versenyszám  | Ellenfél Eredmény                     | Ellenfél Eredmény                             | Ellenfél Eredmény             | Ellenfél Eredmény | Ellenfél Eredmény             | Ellenfél Eredmény                         | Ellenfél Eredmény             | Ellenfél Eredmény                | Ellenfél Eredmény | Helyezés |
| ----------------- | ------------ | ------------------------------------- | --------------------------------------------- | ----------------------------- | ----------------- | ----------------------------- | ----------------------------------------- | ----------------------------- | -------------------------------- | ----------------- | -------- |
| Kelbet Nurgazina  | Légsúly      | Frédérique Jossinet (FRA) · 1000-0000 | Konkiswinde Hanatou Ouelogo (BUR) · 1001-0000 | Pak Okszong (PRK) · 0001-0011 |                   |                               | Ana Hormigo (POR) · 0001-0002             | kiesett                       | kiesett                          |                   | 9.       |
| Solpan Kalijeva   | Harmatsúly   |                                       | Shih Pei-Chun (TPE) · 0021-0020               | An Gume (PRK) · 0000-0200     |                   |                               | Flor Velázquez (VEN) · 0010-0000          | Ilse Heylen (BEL) · 1000-0000 | Szorája Haddád (ALG) · 0010-0121 |                   | 5.       |
| Gulzat Uralbajeva | Könnyűsúly   | Valerie Gotay (USA) · 0010-1001       | kiesett                                       | kiesett                       | kiesett           |                               |                                           |                               |                                  |                   | 19.      |
| Zsanar Zsanzunova | Középsúly    | Yuri Alvear (COL) · 0000-1000         | kiesett                                       | kiesett                       | kiesett           |                               |                                           |                               |                                  |                   | 20.      |
| Szagat Abikejeva  | Félnehézsúly | Yalennis Castillo (CUB) · 0000-1021   |                                               |                               |                   | Divja Tévár (IND) · 1010-0000 | Stéphanie Possamai (FRA) · 0001-1010      | kiesett                       | kiesett                          |                   | 9.       |
| Gulzsan Iszanova  | Nehézsúly    | Urszula Sadkowska (POL) · 0101-0010   | Lucija Polavder (SLO) · 0001-1000             |                               |                   |                               | Dordzsgotovín Cerenhand (MGL) · 0000-1000 | kiesett                       | kiesett                          |                   | 9.       |

## Evezés
Női
| Versenyző                                | Versenyszám              | Előfutam | Előfutam | Vigaszág/ Egypárevezősnél középdöntő | Vigaszág/ Egypárevezősnél középdöntő | Elődöntő | Elődöntő | Elődöntő | Döntő | Döntő   | Döntő | Helyezés |
| Versenyző                                | Versenyszám              | Idő      | Hely.    | Idő                                  | Hely.                                | Típus    | Idő      | Hely.    | Típus | Idő     | Hely. | Helyezés |
| ---------------------------------------- | ------------------------ | -------- | -------- | ------------------------------------ | ------------------------------------ | -------- | -------- | -------- | ----- | ------- | ----- | -------- |
| Inga Dudcsenko                           | Egypárevezős             | 8:28,24  | 4.       | 8:15,88                              | 5.                                   | C/D      | 8:16,95  | 3.       | C     | 8:16,09 | 6.    | 18.      |
| Natalija Voronova Alekszandra Opacsanova | Könnyűsúlyú kétpárevezős | 7:29,07  | 6.       | 7:54,12                              | 5.                                   |          |          |          | C     | 7:32,36 | 4.    | 16.      |

## Íjászat
Női
| Versenyző            | Versenyszám | Selejtező | Selejtező | 64-es főtábla                         | 32-es főtábla     | Nyolcaddöntő      | Negyeddöntő       | Elődöntő          | Döntő             | Helyezés |
| Versenyző            | Versenyszám | Pont      | Kiemelt   | Ellenfél Eredmény                     | Ellenfél Eredmény | Ellenfél Eredmény | Ellenfél Eredmény | Ellenfél Eredmény | Ellenfél Eredmény | Helyezés |
| -------------------- | ----------- | --------- | --------- | ------------------------------------- | ----------------- | ----------------- | ----------------- | ----------------- | ----------------- | -------- |
| Anasztaszija Bannova | Egyéni      | 628       | 35.       | Natalia Valeeva (ITA) (30.) · 105-107 | kiesett           | kiesett           | kiesett           | kiesett           | kiesett           | 40.*     |

* - egy másik versenyzővel azonos eredményt ért el

## Kajak-kenu

### Síkvízi
Férfi
| Versenyző                               | Versenyszám        | Előfutam | Előfutam | Előfutam | Elődöntő | Elődöntő | Elődöntő | Döntő   | Döntő    |
| Versenyző                               | Versenyszám        | Idő      | Hely.    | Össz.    | Idő      | Hely.    | Össz.    | Idő     | Helyezés |
| --------------------------------------- | ------------------ | -------- | -------- | -------- | -------- | -------- | -------- | ------- | -------- |
| Dmitrij Torlopov                        | Kajak egyes 500 m  | 1:39,892 | 6.       | 18.      | 1:47,573 | 7.       | 20.      | kiesett | kiesett  |
| Dmitrij Torlopov                        | Kajak egyes 1000 m | 3:39,671 | 6.       | 17.      | 3:47,212 | 8.       | 16.      | kiesett | kiesett  |
| Mihail Jemeljanov                       | Kenu egyes 500 m   | 1:54,832 | 5.       | 16.      | 2:06,908 | 8.       | 16.      | kiesett | kiesett  |
| Mihail Jemeljanov                       | Kenu egyes 1000 m  | 4:19,259 | 7.       | 18.      | 4:16,813 | 8.       | 15.      | kiesett | kiesett  |
| Alekszej Gyergunov Dmitrij Kaltenberger | Kajak kettes 500 m | 1:33,363 | 7.       | 13.      | 1:33,512 | 6.       | 6.       | kiesett | kiesett  |
| Kajszar Nurmaganbetov Alekszej Gyadcsuk | Kenu kettes 500 m  | 1:45,730 | 7.       | 14.      | 1:44,992 | 7.       | 7.       | kiesett | kiesett  |

### Szlalom
Női
| Versenyző             | Versenyszám | Selejtező | Selejtező | Selejtező | Selejtező | Selejtező  | Selejtező  | Elődöntő | Elődöntő | Döntő   | Döntő   | Összesítés | Összesítés |
| Versenyző             | Versenyszám | 1. futam  | 1. futam  | 2. futam  | 2. futam  | Összesítés | Összesítés | Elődöntő | Elődöntő | Döntő   | Döntő   | Összesítés | Összesítés |
| Versenyző             | Versenyszám | Pont      | Hely.     | Pont      | Hely.     | Pont       | Hely.      | Pont     | Hely.    | Pont    | Hely.   | Pont       | Helyezés   |
| --------------------- | ----------- | --------- | --------- | --------- | --------- | ---------- | ---------- | -------- | -------- | ------- | ------- | ---------- | ---------- |
| Jekatyerina Lukicseva | Kajak egyes | 113,26    | 15.       | 108,03    | 14.       | 221,29     | 11.        | 128,08   | 12.      | kiesett | kiesett | kiesett    | kiesett    |

## Kerékpározás

### Országúti kerékpározás
Férfi
| Versenyző          | Versenyszám   | Idő                   | Helyezés      |
| ------------------ | ------------- | --------------------- | ------------- |
| Makszim Iglinszkij | Mezőnyverseny | nem ért célba         | nem ért célba |
| Andrej Mizurov     | Mezőnyverseny | 6:26:27 (+2:38)       | 43.           |
| Andrej Mizurov     | Időfutam      | 1:06:32,05 (+4:20,62) | 23.           |

Női
| Versenyző        | Versenyszám   | Idő                 | Helyezés |
| ---------------- | ------------- | ------------------- | -------- |
| Zulfija Zabirova | Mezőnyverseny | 3:32:45 (+0:21)     | 10.      |
| Zulfija Zabirova | Időfutam      | 36:29,47 (+1:37,75) | 9.       |

## Kézilabda

### Női

#### Eredmények
Csoportkör
A csoport
| Csapat              | M | Gy | D | V | G+  | G–  | Gk  | P  |
| ------------------- | - | -- | - | - | --- | --- | --- | -- |
| Norvégia (NOR)      | 5 | 5  | 0 | 0 | 154 | 106 | +48 | 10 |
| Románia (ROU)       | 5 | 4  | 0 | 1 | 150 | 112 | +89 | 8  |
| Kína (CHN)          | 5 | 2  | 0 | 3 | 122 | 135 | –13 | 4  |
| Franciaország (FRA) | 5 | 2  | 0 | 3 | 121 | 128 | –7  | 4  |
| Kazahsztán (KAZ)    | 5 | 1  | 1 | 3 | 109 | 137 | –28 | 3  |
| Angola (ANG)        | 5 | 0  | 1 | 4 | 109 | 147 | –38 | 1  |

| 2008. augusztus 9. 14:00 | Románia (ROU)   | 31–19       | Kazahsztán (KAZ)  | Olimpiai Sport Centrum, Peking Játékvezetők: Aires Menezes, Aparecido Pinto (BRA) |
| 2008. augusztus 9. 14:00 | Ardean-Elisei 6 | (13–10)     | Adzsiderszkaja 10 | Olimpiai Sport Centrum, Peking Játékvezetők: Aires Menezes, Aparecido Pinto (BRA) |
| 2008. augusztus 9. 14:00 | 5× 4× 1×        | Jegyzőkönyv | 7× 3×             | Olimpiai Sport Centrum, Peking Játékvezetők: Aires Menezes, Aparecido Pinto (BRA) |

| 2008. augusztus 11. 09:00 | Kazahsztán (KAZ) | 18–21       | Franciaország (FRA) | Olimpiai Sport Centrum, Peking Játékvezetők: Breto, Huelin (ESP) |
| 2008. augusztus 11. 09:00 | Adzsiderszkaja 7 | (8–10)      | Lacrabère 6         | Olimpiai Sport Centrum, Peking Játékvezetők: Breto, Huelin (ESP) |
| 2008. augusztus 11. 09:00 | 4× 3× 1×         | Jegyzőkönyv | 3× 3×               | Olimpiai Sport Centrum, Peking Játékvezetők: Breto, Huelin (ESP) |

| 2008. augusztus 13. 19:00 | Norvégia (NOR)   | 35–19       | Kazahsztán (KAZ) | Olimpiai Sport Centrum, Peking Játékvezetők: Aires Menezes, Aparecido Pinto (BRA) |
| 2008. augusztus 13. 19:00 | Lybekk, Nyberg 5 | (14–10)     | Vasziljeva 6     | Olimpiai Sport Centrum, Peking Játékvezetők: Aires Menezes, Aparecido Pinto (BRA) |
| 2008. augusztus 13. 19:00 | 3× 3×            | Jegyzőkönyv | 5× 3×            | Olimpiai Sport Centrum, Peking Játékvezetők: Aires Menezes, Aparecido Pinto (BRA) |

| 2008. augusztus 15. 09:00 | Kazahsztán (KAZ) | 29–26       | Kína (CHN)    | Olimpiai Sport Centrum, Peking Játékvezetők: Lemme, Ullrich (GER) |
| 2008. augusztus 15. 09:00 | Pikalova 8       | (14–10)     | Li Vej-vej 11 | Olimpiai Sport Centrum, Peking Játékvezetők: Lemme, Ullrich (GER) |
| 2008. augusztus 15. 09:00 | 5× 3×            | Jegyzőkönyv | 3× 3×         | Olimpiai Sport Centrum, Peking Játékvezetők: Lemme, Ullrich (GER) |

| 2008. augusztus 17. 10:45 | Angola (ANG) | 24–24       | Kazahsztán (KAZ) | Olimpiai Sport Centrum, Peking Játékvezetők: Din, Dinu (ROU) |
| 2008. augusztus 17. 10:45 | Bengue 6     | (16–14)     | három játékos 5  | Olimpiai Sport Centrum, Peking Játékvezetők: Din, Dinu (ROU) |
| 2008. augusztus 17. 10:45 | 5× 3×        | Jegyzőkönyv | 5× 3×            | Olimpiai Sport Centrum, Peking Játékvezetők: Din, Dinu (ROU) |

| Csapat           | Helyezés |
| ---------------- | -------- |
| Kazahsztán (KAZ) | 10.      |

## Ökölvívás
| Versenyző            | Versenyszám     | Selejtező                       | Nyolcaddöntő                      | Negyeddöntő                       | Elődöntő                       | Döntő                       | Helyezés |
| Versenyző            | Versenyszám     | Ellenfél Eredmény               | Ellenfél Eredmény                 | Ellenfél Eredmény                 | Ellenfél Eredmény              | Ellenfél Eredmény           | Helyezés |
| -------------------- | --------------- | ------------------------------- | --------------------------------- | --------------------------------- | ------------------------------ | --------------------------- | -------- |
| Birzsan Zsakipov     | Papírsúly       | Bedák Pál (HUN) · 7-6           | Hovhannesz Danieljan (ARM) · 13-7 | Cou Si-ming (CHN) · 4-9           | kiesett                        | kiesett                     | 5.       |
| Mirat Szarszembajev  | Légsúly         | Rafał Kaczor (POL) · 14-5       | Georgij Balaksin (RUS) · 4-12     | kiesett                           | kiesett                        | kiesett                     | 9.       |
| Kanat Abutalipov     | Harmatsúly      |                                 | Yankiel León (CUB) · 3-10         | kiesett                           | kiesett                        | kiesett                     | 9.       |
| Galib Zsafarov       | Pehelysúly      | Şahin İmranov (AZE) · 5-9       | kiesett                           | kiesett                           | kiesett                        | kiesett                     | 17.      |
| Merej Aksalov        | Könnyűsúly      | Varga Miklós (HUN) · 12-3       | Hu Csing (CHN) · 7-11             | kiesett                           | kiesett                        | kiesett                     | 9.       |
| Szerik Szapijev      | Kisváltósúly    |                                 | Jonny Sánchez (VEN) · 22-3        | Manat Buncsamnong (THA) · 5-7     | kiesett                        | kiesett                     | 5.       |
| Bakit Szarszekbajev  | Váltósúly       | Adam Trupish (CAN) · 20-1       | Vitalie Grușac (MDA) · RSC        | Dilshod Maxmudov (UZB) · 12-7     | Kim Dzsongdzsu (KOR) · 10-6    | Carlos Banteux (CUB) · 18-9 |          |
| Baktijar Artajev     | Középsúly       | Szaíd Rasíd (MAR) · 8-2         | Matvej Korobov (RUS) · 10-7       | James DeGale (GBR) · 3-8          | kiesett                        | kiesett                     | 5.       |
| Jerkebulan Sinalijev | Félnehézsúly    | Daugirdas Šemiotas (LTU) · 11-3 | Carlos Negrón (PUR) · 9-3         | Dzsahon Kurbonov (TJK) · kizárták | Csang Hsziao-ping (CHN) · 4-+4 | kiesett                     |          |
| Ruszlan Mirszatajev  | Szupernehézsúly |                                 | Daniel Beahan (AUS) · RSC         | Csang Cse-lej (CHN) · 2-12        | kiesett                        | kiesett                     | 5.       |

RSC - a játékvezető megállította a mérkőzést

## Öttusa
| Versenyző            | Versenyszám | Lövészet | Lövészet | Lövészet | Vívás    | Vívás | Vívás | Úszás   | Úszás | Úszás | Lovaglás | Lovaglás | Lovaglás | Lovaglás | Futás            | Futás            | Futás            | Összesen    | Összesen |
| Versenyző            | Versenyszám | Pontszám | Pont     | Hely.    | Eredmény | Pont  | Hely. | Idő     | Pont  | Hely. | Idő      | Hibapont | Pont     | Hely.    | Idő              | Pont             | Hely.            | Összes pont | Helyezés |
| -------------------- | ----------- | -------- | -------- | -------- | -------- | ----- | ----- | ------- | ----- | ----- | -------- | -------- | -------- | -------- | ---------------- | ---------------- | ---------------- | ----------- | -------- |
| Galina Dolgusina     | Női         | 176      | 1048     | 23.      | 23-12    | 952   | 3.*   | 2:26,28 | 1168  | 28.   | 1:09,21  | 56       | 1144     | 13.      | 11:44,57         | 904              | 34.              | 5216        | 26.      |
| Lada Dzsijenbalanova | Női         | 170      | 976      | 32.      | 15-20    | 760   | 24.** | 2:19,13 | 1252  | 17.   | 2:22,90  | 452      | 748      | 36.      | nem állt rajthoz | nem állt rajthoz | nem állt rajthoz | 3736        | 36.      |

* - egy másik versenyzővel azonos eredményt ért el

** - három másik versenyzővel azonos eredményt ért el

## Röplabda

### Női
| #    | Név                   | Klub              | Kor                              | Magasság |
| ---- | --------------------- | ----------------- | -------------------------------- | -------- |
| 1    | Natalja Zsukova       | Iller Bankasi     | 1980. március 29. (28 évesen)    | 184 cm   |
| 2    | Tatyjana Pjurova      | Zsetiszu          | 1982. április 6. (26 évesen)     | 182 cm   |
| 4    | Olga Karpova          | CSZKA Rahat       | 1980. június 10. (28 évesen)     | 185 cm   |
| 5    | Julija Kucko          | CSZKA Rahat       | 1980. április 18. (28 évesen)    | 191 cm   |
| 6    | Olga Naszedkina       | CSZKA Rahat       | 1982. december 28. (25 évesen)   | 191 cm   |
| 8    | Korina Isimceva       | CSZKA Rahat       | 1984. február 8. (24 évesen)     | 184 cm   |
| 9    | Kszenyija Iljuscsenko | Iller Bankasi     | 1979. május 29. (29 évesen)      | 180 cm   |
| 10   | Jelena Ezau           | CSZKA Rahat       | 1983. március 9. (25 évesen)     | 175 cm   |
| 11   | Olga Grusko           | Marmaris          | 1976. április 7. (32 évesen)     | 180 cm   |
| 12   | Irina Zajceva         | CSZKA Rahat       | 1982. szeptember 25. (25 évesen) | 185 cm   |
| 13   | Jelena Pavlova        | Hisamitsu Springs | 1978. december 12. (29 évesen)   | 184 cm   |
| 16   | Inna Matvejeva        | CSZKA Rahat       | 1978. október 12. (29 évesen)    | 186 cm   |
| Edző |                       |                   |                                  |          |
|      | Viktor Zsuravljov     |                   |                                  |          |

- Kor: 2008. augusztus 9-i kora

#### Eredmények
Csoportkör
B csoport
|                   |      | Mérkőzések | Mérkőzések | Pontok | Pontok | Pontok | Szettek | Szettek | Szettek |
| Csapat            | Pont | Gy         | V          | P+     | P–     | PA     | Sz+     | Sz–     | SzA     |
| ----------------- | ---- | ---------- | ---------- | ------ | ------ | ------ | ------- | ------- | ------- |
| Brazília (BRA)    | 10   | 5          | 0          | 377    | 226    | 1,668  | 15      | 0       | MAX     |
| Olaszország (ITA) | 9    | 4          | 1          | 372    | 315    | 1,181  | 12      | 4       | 3,500   |
| Oroszország (RUS) | 8    | 3          | 2          | 353    | 312    | 1,131  | 10      | 6       | 1,667   |
| Szerbia (SRB)     | 7    | 2          | 3          | 343    | 349    | 0,983  | 6       | 10      | 0,600   |
| Kazahsztán (KAZ)  | 6    | 1          | 4          | 323    | 404    | 0,800  | 4       | 13      | 0,308   |
| Algéria (ALG)     | 5    | 0          | 5          | 230    | 392    | 0,587  | 1       | 15      | 0,067   |

| 2008. augusztus 9. 12:15 | Szerbia (SRB)                            | 3–1 | Kazahsztán (KAZ) | Beijing Institute of Technology Gymnasium, Peking Nézőszám: 1800 Játékvezető: Mitch Davidson (CAN), Victor Manuel Rodriguez (PUR) |
| 2008. augusztus 9. 12:15 | (25–21, 25–17, 23–25, 25–21) Jegyzőkönyv |     |                  | Beijing Institute of Technology Gymnasium, Peking Nézőszám: 1800 Játékvezető: Mitch Davidson (CAN), Victor Manuel Rodriguez (PUR) |

| 2008. augusztus 11. 12:00 | Kazahsztán (KAZ)                  | 0–3 | Olaszország (ITA) | Beijing Institute of Technology Gymnasium, Peking Nézőszám: 3100 Játékvezető: Patricia Salvatore (USA), Humberto Salas (MEX) |
| 2008. augusztus 11. 12:00 | (19–25, 15–25, 21–25) Jegyzőkönyv |     |                   | Beijing Institute of Technology Gymnasium, Peking Nézőszám: 3100 Játékvezető: Patricia Salvatore (USA), Humberto Salas (MEX) |

| 2008. augusztus 13. 12:30 | Oroszország (RUS)                 | 3–0 | Kazahsztán (KAZ) | Capital Indoor Stadium, Peking Nézőszám: 12 000 Játékvezető: Liu Jiang (CHN), Patricia Salvatore (USA) |
| 2008. augusztus 13. 12:30 | (25–19, 25–18, 25–11) Jegyzőkönyv |     |                  | Capital Indoor Stadium, Peking Nézőszám: 12 000 Játékvezető: Liu Jiang (CHN), Patricia Salvatore (USA) |

| 2008. augusztus 15. 12:00 | Brazília (BRA)                   | 3–0 | Kazahsztán (KAZ) | Beijing Institute of Technology Gymnasium, Peking Nézőszám: 3500 Játékvezető: Dejan Jovanovic (SRB), Karin Zahorcova (CZE) |
| 2008. augusztus 15. 12:00 | (25–13, 25–6, 27–25) Jegyzőkönyv |     |                  | Beijing Institute of Technology Gymnasium, Peking Nézőszám: 3500 Játékvezető: Dejan Jovanovic (SRB), Karin Zahorcova (CZE) |

| 2008. augusztus 17. 10:00 | Kazahsztán (KAZ)                         | 3–1 | Algéria (ALG) | Beijing Institute of Technology Gymnasium, Peking Nézőszám: 3500 Játékvezető: Patricia Salvatore (USA), Massimo Menghini (ITA) |
| 2008. augusztus 17. 10:00 | (25–18, 25–20, 17–25, 25–16) Jegyzőkönyv |     |               | Beijing Institute of Technology Gymnasium, Peking Nézőszám: 3500 Játékvezető: Patricia Salvatore (USA), Massimo Menghini (ITA) |

| Csapat           | Helyezés |
| ---------------- | -------- |
| Kazahsztán (KAZ) | 9.       |

## Sportlövészet
Férfi
| Versenyző         | Versenyszám           | Selejtező | Selejtező | Döntő   | Döntő    |
| Versenyző         | Versenyszám           | Pont      | Helyezés  | Pont    | Helyezés |
| ----------------- | --------------------- | --------- | --------- | ------- | -------- |
| Rasid Junuszmetov | Légpisztoly           | 578       | 19.       | kiesett | kiesett  |
| Rasid Junuszmetov | Szabadpisztoly        | 555       | 16.       | kiesett | kiesett  |
| Vitalij Dovgun    | Légpuska              | 587       | 38.       | kiesett | kiesett  |
| Vitalij Dovgun    | Sportpuska, összetett | 1158      | 32.       | kiesett | kiesett  |
| Vitalij Dovgun    | Sportpuska, fekvő     | 592       | 20.       | kiesett | kiesett  |
| Jurij Jurkov      | Légpuska              | 586       | 42.       | kiesett | kiesett  |
| Jurij Jurkov      | Sportpuska, összetett | 1162      | 27.       | kiesett | kiesett  |
| Jurij Jurkov      | Sportpuska, fekvő     | 588       | 42.       | kiesett | kiesett  |

Női
| Versenyző           | Versenyszám           | Selejtező | Selejtező | Döntő   | Döntő    |
| Versenyző           | Versenyszám           | Pont      | Helyezés  | Pont    | Helyezés |
| ------------------- | --------------------- | --------- | --------- | ------- | -------- |
| Zaures Bajbuszinova | Légpisztoly           | 382       | 13.       | kiesett | kiesett  |
| Zaures Bajbuszinova | Sportpisztoly         | 571       | 31.       | kiesett | kiesett  |
| Olga Dovgun         | Légpuska              | 397       | 5.*       | 498,1   | 6.       |
| Olga Dovgun         | Sportpuska, összetett | 588       | 3.        | 686,3   | 6.       |
| Jelena Sztrucsajeva | Trap                  | 69        | 3.        | 86      | 6.       |

* - két másik versenyzővel azonos pontszámmal végzett

## Súlyemelés
Férfi
| Versenyző           | Versenyszám | Szakítás | Szakítás | Lökés    | Lökés    | Összesen | Helyezés |
| Versenyző           | Versenyszám | Eredmény | Helyezés | Eredmény | Helyezés | Összesen | Helyezés |
| ------------------- | ----------- | -------- | -------- | -------- | -------- | -------- | -------- |
| Vlagyimir Kuznyecov | 77 kg       | 160,0    | 7.       | 191,0    | 7.**     | 351,0    | 9.       |
| Vlagyimir Szedov    | 85 kg       | 180,0    | 2.*      | 200,0    | 9.       | 380,0    | 4.       |
| Ilja Iljin          | 94 kg       | 180,0    | 3.*      | 226,0    | 1.       | 406,0    |          |
| Bakit Ahmetov       | 105 kg      | 190,0    | 4.*      | 225,0    | 5.**     | 415,0    | 5.       |
| Szergej Isztomin    | 105 kg      | 181,0    | 9.       | 225,0    | 5.**     | 406,0    | 7.       |

Női
| Versenyző           | Versenyszám | Szakítás   | Szakítás   | Lökés      | Lökés      | Összesen   | Helyezés   |
| Versenyző           | Versenyszám | Eredmény   | Helyezés   | Eredmény   | Helyezés   | Összesen   | Helyezés   |
| ------------------- | ----------- | ---------- | ---------- | ---------- | ---------- | ---------- | ---------- |
| Irina Nyekraszova   | 63 kg       | 110,0      | 1.         | 130,0      | 2.         | 240,0      |            |
| Majja Manyeza       | 63 kg       | nem indult | nem indult | nem indult | nem indult | nem indult | nem indult |
| Alla Vazsenyina     | 75 kg       | 119,0      | 2.         | 147,0      | 2.*        | 266,0      |            |
| Marija Graboveckaja | +75 kg      | 120,0      | 3.         | 150,0      | 3.**       | 270,0      |            |

* - egy másik versenyzővel azonos eredményt ért el

** - két másik versenyzővel azonos eredményt ért el

## Szinkronúszás
| Versenyző                 | Versenyszám | Technikai gyakorlat | Technikai gyakorlat | Selejtező        | Selejtező        | Selejtező  | Selejtező  | Döntő            | Döntő            | Döntő      | Döntő      | Helyezés |
| Versenyző                 | Versenyszám | Technikai gyakorlat | Technikai gyakorlat | Szabad gyakorlat | Szabad gyakorlat | Összesítés | Összesítés | Szabad gyakorlat | Szabad gyakorlat | Összesítés | Összesítés | Helyezés |
| Versenyző                 | Versenyszám | Pont                | Hely.               | Pont             | Hely.            | Pont       | Hely.      | Pont             | Hely.            | Pont       | Hely.      | Helyezés |
| ------------------------- | ----------- | ------------------- | ------------------- | ---------------- | ---------------- | ---------- | ---------- | ---------------- | ---------------- | ---------- | ---------- | -------- |
| Ajnur Kerej Arna Toktagan | Páros       | 41,750              | 20.                 | 42,583           | 20.              | 84,333     | 20.        | kiesett          | kiesett          | kiesett    | kiesett    | 20.      |

## Taekwondo
Férfi
| Versenyző       | Versenyszám | Nyolcaddöntő                        | Negyeddöntő       | Elődöntő          | Vigaszág elődöntő                     | Bronz- mérkőzés              | Döntő             | Helyezés |
| Versenyző       | Versenyszám | Ellenfél Eredmény                   | Ellenfél Eredmény | Ellenfél Eredmény | Ellenfél Eredmény                     | Ellenfél Eredmény            | Ellenfél Eredmény | Helyezés |
| --------------- | ----------- | ----------------------------------- | ----------------- | ----------------- | ------------------------------------- | ---------------------------- | ----------------- | -------- |
| Arman Csilmanov | Nehézsúly   | Aléxandrosz Nikolaídisz (GRE) · 3-4 |                   |                   | Abd el-Káder ez-Zrúri (MAR) · feladta | Ángel Matos (CUB) · kizárták |                   |          |

Női
| Versenyző    | Versenyszám | Nyolcaddöntő                | Negyeddöntő       | Elődöntő          | Vigaszág elődöntő | Bronz- mérkőzés   | Döntő             | Helyezés |
| Versenyző    | Versenyszám | Ellenfél Eredmény           | Ellenfél Eredmény | Ellenfél Eredmény | Ellenfél Eredmény | Ellenfél Eredmény | Ellenfél Eredmény | Helyezés |
| ------------ | ----------- | --------------------------- | ----------------- | ----------------- | ----------------- | ----------------- | ----------------- | -------- |
| Lija Nurkina | Váltósúly   | Gwladys Épangue (FRA) · 0-3 | kiesett           | kiesett           |                   |                   |                   | 11.      |

## Torna

### Ritmikus gimnasztika
| Versenyző       | Versenyszám | Selejtező | Selejtező | Selejtező | Selejtező | Selejtező | Selejtező | Selejtező | Selejtező | Selejtező | Selejtező | Döntő  | Döntő | Döntő  | Döntő  | Döntő    | Döntő    | Döntő  | Döntő  | Döntő    | Döntő    | Helyezés |
| Versenyző       | Versenyszám | Kötél     | Kötél     | Karika    | Karika    | Buzogány  | Buzogány  | Szalag    | Szalag    | Összesen  | Összesen  | Kötél  | Kötél | Karika | Karika | Buzogány | Buzogány | Szalag | Szalag | Összesen | Összesen | Helyezés |
| Versenyző       | Versenyszám | Pont      | Hely.     | Pont      | Hely.     | Pont      | Hely.     | Pont      | Hely.     | Pont      | Hely.     | Pont   | Hely. | Pont   | Hely.  | Pont     | Hely.    | Pont   | Hely.  | Pont     | Hely.    | Helyezés |
| --------------- | ----------- | --------- | --------- | --------- | --------- | --------- | --------- | --------- | --------- | --------- | --------- | ------ | ----- | ------ | ------ | -------- | -------- | ------ | ------ | -------- | -------- | -------- |
| Alija Juszupova | Egyéni      | 17,575    | 6.        | 17,900    | 5.        | 17,575    | 6.        | 16,750    | 10.*      | 69,800    | 5.        | 17,825 | 5.    | 17,625 | 6.     | 17,650   | 4.       | 16,700 | 7.     | 69,800   | 5.       | 5.       |

* - egy másik versenyzővel azonos eredményt ért el

## Triatlon
| Versenyző       | Versenyszám | 1,5 km úszás | 1,5 km úszás | 40 km kerékpározás | 40 km kerékpározás | 10 km futás | 10 km futás | Összesítés | Összesítés |
| Versenyző       | Versenyszám | Idő          | Hely.        | Idő                | Hely.              | Idő         | Hely.       | Idő        | Helyezés   |
| --------------- | ----------- | ------------ | ------------ | ------------------ | ------------------ | ----------- | ----------- | ---------- | ---------- |
| Danilo Szapunov | Férfi       | 18:11        | 12.          | 59:05              | 36.*               | 32:42       | 20.         | 1:50:58,98 | 21.        |

* - egy másik versenyzővel azonos időt ért el

## Úszás
Férfi
| Versenyző               | Versenyszám    | Előfutam | Előfutam | Előfutam | Elődöntő | Elődöntő | Elődöntő | Döntő   | Döntő    |
| Versenyző               | Versenyszám    | Idő      | Hely.    | Össz.    | Idő      | Hely.    | Össz.    | Idő     | Helyezés |
| ----------------------- | -------------- | -------- | -------- | -------- | -------- | -------- | -------- | ------- | -------- |
| Artur Dilman            | 200 m gyors    | 1:52,90  | 5.       | 52.      | kiesett  | kiesett  | kiesett  | kiesett | kiesett  |
| Dmitrij Gorgyijenko     | 200 m vegyes   | 2:03,92  | 7.       | 37.      | kiesett  | kiesett  | kiesett  | kiesett | kiesett  |
| Dmitrij Gorgyijenko     | 400 m vegyes   | 4:25,20  | 2.       | 26.      |          |          |          | kiesett | kiesett  |
| Rusztam Hugyijev        | 100 m pillangó | 54,62    | 4.       | 56.      | kiesett  | kiesett  | kiesett  | kiesett | kiesett  |
| Sztanyiszlav Kuzmin     | 50 m gyors     | 22,91    | 5.       | 48.      | kiesett  | kiesett  | kiesett  | kiesett | kiesett  |
| Sztanyiszlav Oszinszkij | 100 m hát      | 57,42    | 2.       | 42.      | kiesett  | kiesett  | kiesett  | kiesett | kiesett  |
| Vlagyiszlav Poljakov    | 100 m mell     | 1:00,80  | 2.       | 17.      | kiesett  | kiesett  | kiesett  | kiesett | kiesett  |
| Vlagyiszlav Poljakov    | 200 m mell     | 2:10,83  | 5.       | 11.      | 2:11,87  | 8.       | 15.      | kiesett | kiesett  |
| Oleg Rabota             | 400 m gyors    | 4:02,16  | 5.       | 36.      |          |          |          | kiesett | kiesett  |
| Oleg Rabota             | 200 m hát      | 2:01,95  | 2.       | 33.      | kiesett  | kiesett  | kiesett  | kiesett | kiesett  |
| Jevgenyij Rizskov       | 100 m mell     | 1:01,83  | 5.       | 35.*     | kiesett  | kiesett  | kiesett  | kiesett | kiesett  |
| Jevgenyij Rizskov       | 200 m mell     | 2:12,44  | 4.       | 25.      | kiesett  | kiesett  | kiesett  | kiesett | kiesett  |
| Alekszandr Szkljar      | 100 m gyors    | 51,24    | 4.       | 52.      | kiesett  | kiesett  | kiesett  | kiesett | kiesett  |

Női
| Versenyző              | Versenyszám | Előfutam | Előfutam | Előfutam | Elődöntő | Elődöntő | Elődöntő | Döntő   | Döntő    |
| Versenyző              | Versenyszám | Idő      | Hely.    | Össz.    | Idő      | Hely.    | Össz.    | Idő     | Helyezés |
| ---------------------- | ----------- | -------- | -------- | -------- | -------- | -------- | -------- | ------- | -------- |
| Marina Muljajeva       | 50 m gyors  | 26,57    | 6.       | 46.      | kiesett  | kiesett  | kiesett  | kiesett | kiesett  |
| Jekatyerina Rudenko    | 100 m hát   | 1:04,85  | 6.       | 45.      | kiesett  | kiesett  | kiesett  | kiesett | kiesett  |
| Jekatyerina Szadovnyik | 100 m mell  | 1:11,14  | 1.       | 34.      | kiesett  | kiesett  | kiesett  | kiesett | kiesett  |

* - egy másik versenyzővel azonos időt ért el